# Étienne de Flacourt
Pour les articles homonymes, voir Flacourt.
Le chevalier Étienne de Flacourt, baptisé le 21 février 1607 à Sainte-Catherine d'Orléans et mort en mer le 10 juin 1660 au large de Lisbonne, est un administrateur colonial français qui exerça le rôle de chef de colonie à Madagascar. Les historiens[Qui ?] lui attribuent la deuxième ou troisième prise de possession par la France de l'île de La Réunion, dans l'océan Indien. Durant son mandat, il écrit un ouvrage de présentation pour lequel il se fait tantôt naturaliste et tantôt géographe.

## Famille
Il est le sixième enfant né du mariage entre Étienne de Flacourt, marchand bourgeois huguenot d'Orléans, et Élisabeth de Loynes. Un ancêtre paternel est Henri Bizet, seigneur de Flacourt chevalier anglais tué à la bataille de Jargeau en 1429.
Marie de Flacourt, sa sœur aînée a épousé Jean Corneille, également marchand à Orléans. Celui-ci est le frère du peintre Michel Corneille (1603-1664) qui réalisera le portrait connu d’Étienne de Flacourt. Étienne fait de solides études qui lui permettent de s'établir apothicaire à Paris en 1635. En 1641, il épouse à Orléans, Marguerite Rousseau dont une sœur Claude avait épousé en 1634, Guillaume de Flacourt, frère cadet d’Étienne. Le mariage de 1641 ne laisse aucune descendance au couple et est même un échec qui peut avoir motivé Étienne de Flacourt à quitter Paris.
En effet, en 1642, Richelieu crée la Compagnie française d'Orient, 12 ans avant la Compagnie des Indes orientales fondée par Colbert. Parmi les associés figurent le capitaine Rigault, Étienne Fouquet, et deux parents d’Étienne : son oncle, Julius de Loynes, secrétaire général de la marine, et son demi-frère, Pierre de Beausse intéressé pour 3/24e.
En 1647, les actionnaires de la Société décident d’envoyer Étienne de Flacourt à Port-Dauphin pour examiner la gestion désastreuse du gouverneur Jacques Pronis. Son épouse, restée en France donnera naissance à deux enfants dont il n'apprendra l'existence qu'à son retour.

## Arrivée à Madagascar
Parti de La Rochelle à bord du Saint-Laurent, un vaisseau effectuant son troisième voyage vers Madagascar dont le capitaine est Roger Le Bourg, il arrive au Fort-Dauphin le 3 décembre 1648. Il dispose de vingt-huit plaintes déposées contre Pronis. Hébergé chez ce dernier même, il mène une enquête à son sujet pendant plus d'une année ; il apprend notamment que son hôte s'est livré à la traite négrière et le contraint à quitter son poste.
Auparavant, Flacourt avait demandé le rapatriement de 12 mutins déportés, en 1646, sur l'île Mascarin (ancien nom de La Réunion) et envoyé pour cela le navire de Le Bourg avec Pronis. De retour à Fort-Dauphin, le 7 septembre 1649, l'état de santé des exilés et leur vigueur impressionne Flacourt et l'incite à envisager la colonisation de cette terre si accueillante qui est aujourd'hui La Réunion. Il mandate Le Bourg afin qu'il la renomme « île Bourbon » ; celui-ci procède au baptême en novembre 1649 dans le cadre d'un voyage très éprouvant pour l'équipage. On pense alors qu'il s'agit de la seconde prise de possession de l'île par la France après celle du capitaine Alonse Goubert onze ans plus tôt. Les historiens estiment aujourd'hui qu'il peut s'agir de la troisième.

## Gouvernement

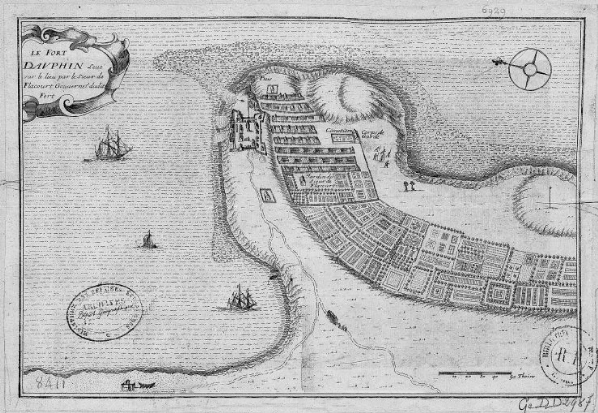
Schéma de Fort-Dauphin réalisé par Flacourt en
1650.

Le Saint-Laurent rentré au pays en février 1650, Pronis à son bord,  et les prêtres débarqués à Fort-Dauphin en même temps que lui étant terrassés par la maladie, Étienne de Flacourt se retrouve seul à la tête de la colonie au milieu de l'année 1650. L'oisiveté qui s'y développe rapidement se transforme en une gigantesque révolte d'insurgés appuyés par des guerriers de la région impliquant peut-être 10 000 personnes, selon Flacourt. Pour la première fois dans l'histoire de la colonie, il demande que l'on fasse usage des canons et ceux-ci ont effectivement raison de la foule armée de flèches.
Une fois installé, Étienne de Flacourt remet de l’ordre à Fort-Dauphin. Cependant, il rencontre des difficultés et, pendant presque six ans, il ne reçoit pas de soutien de la  France. la Société de l’Orient fait faillite. Délaissé, Étienne de Flacourt commence à envisager son retour en France. 
Entre-temps, il effectue une exploration du sud de l'île. Sa curiosité l’amène à mener des études géographiques et ethnologiques.  On lui doit les seules descriptions d'observations de lémurien géant[réf. souhaitée].
Sans nouvelles du Saint-Laurent, Flacourt fait entreprendre la construction d'un navire. Parallèlement, il met sur pied une expédition à la recherche de nourriture jusqu'à l'île Sainte-Marie. Celle-ci voit la mort de nombreux membres de l'équipage, emportés par la maladie.
Le vaisseau construit pour le retour est terminé le 10 septembre 1652. Flacourt prend en décembre de l'année suivante la décision de quitter Madagascar et de regagner l'Europe à son bord.
Pressentant une nouvelle révolte à l'annonce de son départ, il fait convoquer Antoine Couillard le chef des insurgés, et lui fait part dans le plus grand secret de son projet de retour au pays, probablement pour lui faire espérer sagement le poste de chef de la colonie à sa suite. Puis, prétextant un voyage jusqu'à Manghabé seulement, Flacourt met les voiles à bord de son nouveau Sainte-Marie le 27 décembre 1653. Mais les voies d'eau se révèlent bien vite très importantes et le navire de fortune doit rentrer dans la colonie après avoir abandonné l'idée d'une escale technique à l'« Isle de France » (actuelle île Maurice).
Antoine Couillard, gouverneur par intérim, se sent trahi par le retour de Flacourt. Lorsque celui-ci annonce l'envoi d'hommes au Mozambique dans le cadre d'une nouvelle expédition, il exige que ce soit le chevalier qui y prenne part, mais de Flacourt parvient à s'y soustraire. Il est dès lors l'objet de pétitions négatives et de vols qui l'incitent à faire arrêter Couillard le 13 avril 1654, ce qui lui vaut d'échapper à une tentative d'assassinat sur sa personne programmée par ce dernier pour le surlendemain. L'arrestation de son opposant permet par ailleurs à de Flacourt de reprendre son poste. Couillard et sept autres insurgés sont exilés à Bourbon le 20 septembre 1654 ; ils y resteront jusqu'en 1658.

## Départ de Madagascar
Fin 1654, les navires français le Saint-Georges et l'Ours abordent à 80 kilomètres de la colonie. Pensant y trouver un moyen de rentrer en France, Étienne de Flacourt interpelle les commandants pour  découvrir que celui du second vaisseau n'est autre que Jacques Pronis revenu dans la Grande Île après son exil en France. Le commandant du premier l'invite quant à lui durant le mois d'août à se mettre à son service dans une autre colonie après lui avoir annoncé qu'aucune relève n'avait été prévue pour lui par sa Compagnie, dont la direction a changé. 
Flacourt quitte Madagascar le 12 février 1655 et arrive en France au début du mois de juin.

## Affaires en France et disparition
Sa femme a donné naissance à deux enfants dont il n'a pas connaissance, faute de nouvelles échangées entre Paris et Fort-Dauphin. Il intente un procès contre sa femme qui réplique par un procès en impuissance du mari. Pour y échapper, il laisse à son frère, Charles de Flacourt, le soin de régler par une transaction avec Marguerite Rousseau, pour éteindre cette pénible affaire.

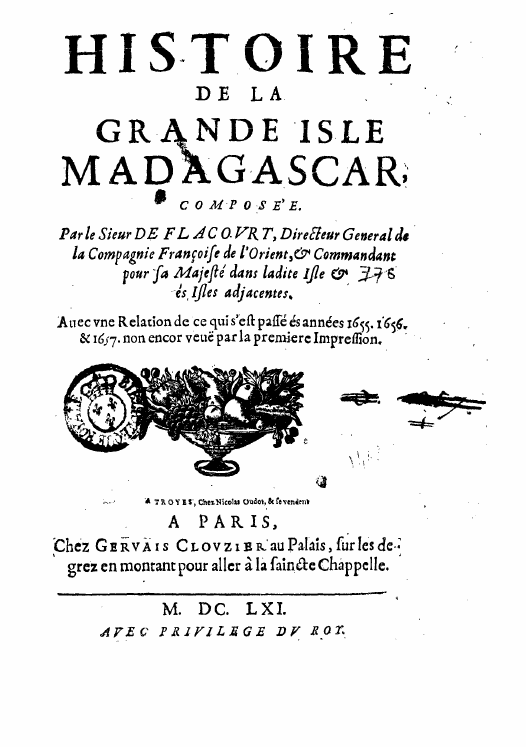
Couverture de l'ouvrage Histoire de la Grande Isle Madagascar

Étienne de Flacourt est rapidement confronté à de nombreuses tracasseries administratives, notamment de la part des marins du Saint-Laurent revenus en 1650 et qui attendent toujours leur solde. Flacourt honore la dette en liquidant le fret de l'Ours. Il est par ailleurs attaqué en justice à trois reprises par des gens de la Compagnie dont il tente pourtant de défendre le monopole contre les velléités de certains membres de vouloir armer des navires concurrents.
En 1661, il  publie "Histoire de la grande isle de Madagascar" pour rallier des personnages haut placés à la cause de l'île abandonnée et en faveur de son projet de faire armer pour cette destination de nouveaux navires par la Compagnie. Il publie aussi pour que l'expédition qu'il monte comprenne des prêtres, un catéchisme en langue malgache, une langue que personne ne sait lire, mais qui remporte un franc succès.
Peu de temps avant son retour vers le comptoir, il croise Couillard dans les couloirs de la Compagnie, à Nantes, alors qu'il le croyait toujours en exil à Bourbon. Malgré leur opposition passée, ils parviennent à converser et Couillard apprend à Flacourt la mort subite, par maladie, de Pronis en 1655. Flacourt s'embarque pour l'océan Indien à bord de la Vierge le 20 mai 1660 à Dieppe.
Le bateau est attaqué au large de Lisbonne par trois pirates barbaresques  qui le pillent puis le font sauter. C'est ainsi qu'il meurt le 10 juin 1660.